# Rhigotopus
Rhigotopus is een geslacht van haften (Ephemeroptera) uit de familie Leptophlebiidae.

## Soorten
Het geslacht Rhigotopus omvat de volgende soorten:
- Rhigotopus andinensis